# 牛心镇
牛心镇，是中华人民共和国吉林省吉林市磐石市下辖的一个乡镇级行政单位。

## 行政区划
牛心镇下辖以下地区：
永兴社区、细林村、朝族村、太河村、树庆村、新益村、茶尖村、旭明村、北石村、虎龙村、牛心村、牛鲜村、兰家村、朝阳村、长条村、德胜村、石灰村和兴隆村。